# Hvcko Capko
Hvcko Capko (Hatcko-tcapko; Long Ears), Dugouhi je dlakavo čudovište nalik vuku iz seminolske mitologije. Obično se opisuje kao četveronožac, veličine magarca, s vučjom glavom i dugim šiljastim ušima., te konjskim repom. Ispuštao je jak užasan miris koji je ljude upozoravao na njegovu prisutnost. Rečeno je da živi u pustim kamenjarima i da prenosi niz bolesti.